# Polymita picta
Polymita picta (лат.) — вид улиток, стебельчатоглазых лёгочных брюхоногих моллюсков из семейства Cepolidae. Эндемик Восточной Кубы. Один из самых полиморфных видов животных в дикой природе.

## Ареал и места обитания
Улитка Polymita picta является эндемиком острова Куба. Это древесные моллюски, они обитают в основном в прибрежных субтропических лесах, отдавая предпочтение определённым видам деревьев, таким как Chrysobalanus icaco, Metopium toxifera, Metopium brownei, Bursera simaruba и Coccoloba retusa.

## Описание

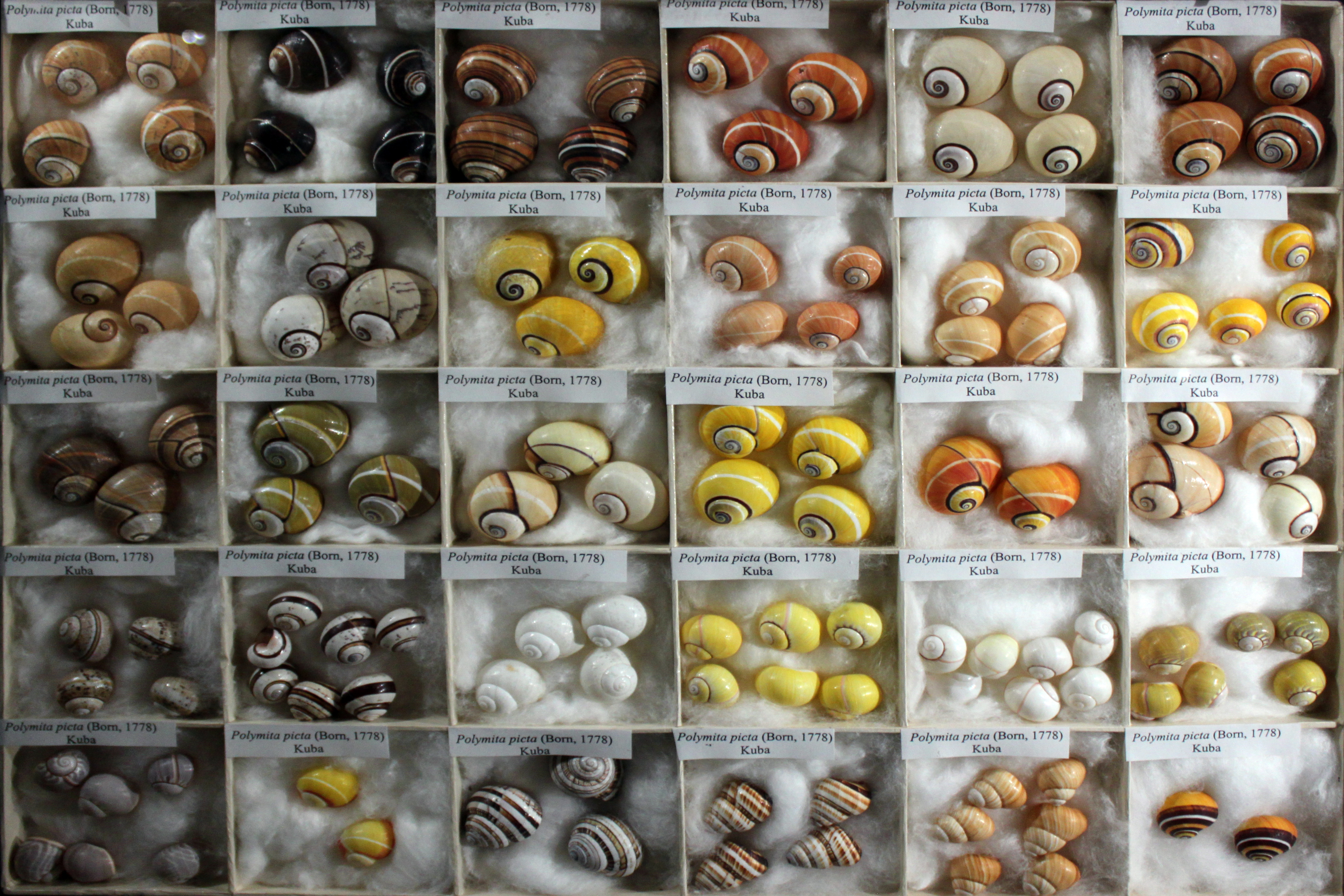
Музейная коллекция раковин улиток вида Polymita picta

Само тело улитки чёрное. Раковины Polymita picta могут достигать в длину около 2 см. Они блестящие и ярко окрашены в разнообразные цвета от белого и жёлтого до ярко-красного, зелёного и чёрного. Обычно они имеют узкую белую, иногда и чёрную, продольную полосу, идущую вдоль всех завитков раковины. Вид является очень полиморфным с многочисленными цветовыми вариациями. Количество вариаций цветов и рисунка раковин настолько велико, что трудно найти двух улиток с одинаковыми раковинами. Цвета раковин варьируют в зависимости от рациона улитки. Некоторые исследователи предполагают, что это защитный механизм, позволяющий им защищаться от хищников, таких как арама и коршун-слизнеед, сбивая их с толку разнообразием цветов. По предположению ученых, большинство хищников, поймав и съев добычу один раз, запоминает её внешний вид и в дальнейшем ищет то, что похоже на неё. А поскольку другие улитки выглядят иначе, у них больше шансов, что этот хищник их не тронет.
Раковины Polymita picta пользуются большим спросом, используются для изготовления украшений и безделушек, поэтому их активно разыскивают браконьеры. В результате этот вид оказался под угрозой исчезновения. С 1943 года вид охраняется кубинским законодательством, которое полностью запрещает экспорт этих улиток, за исключением научных целей.

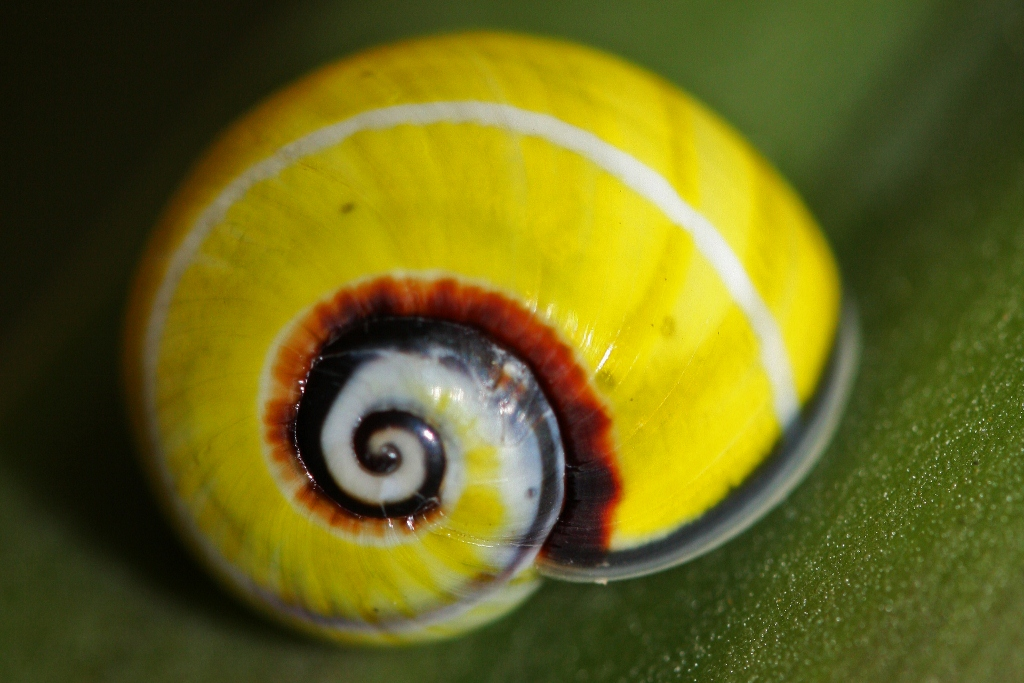

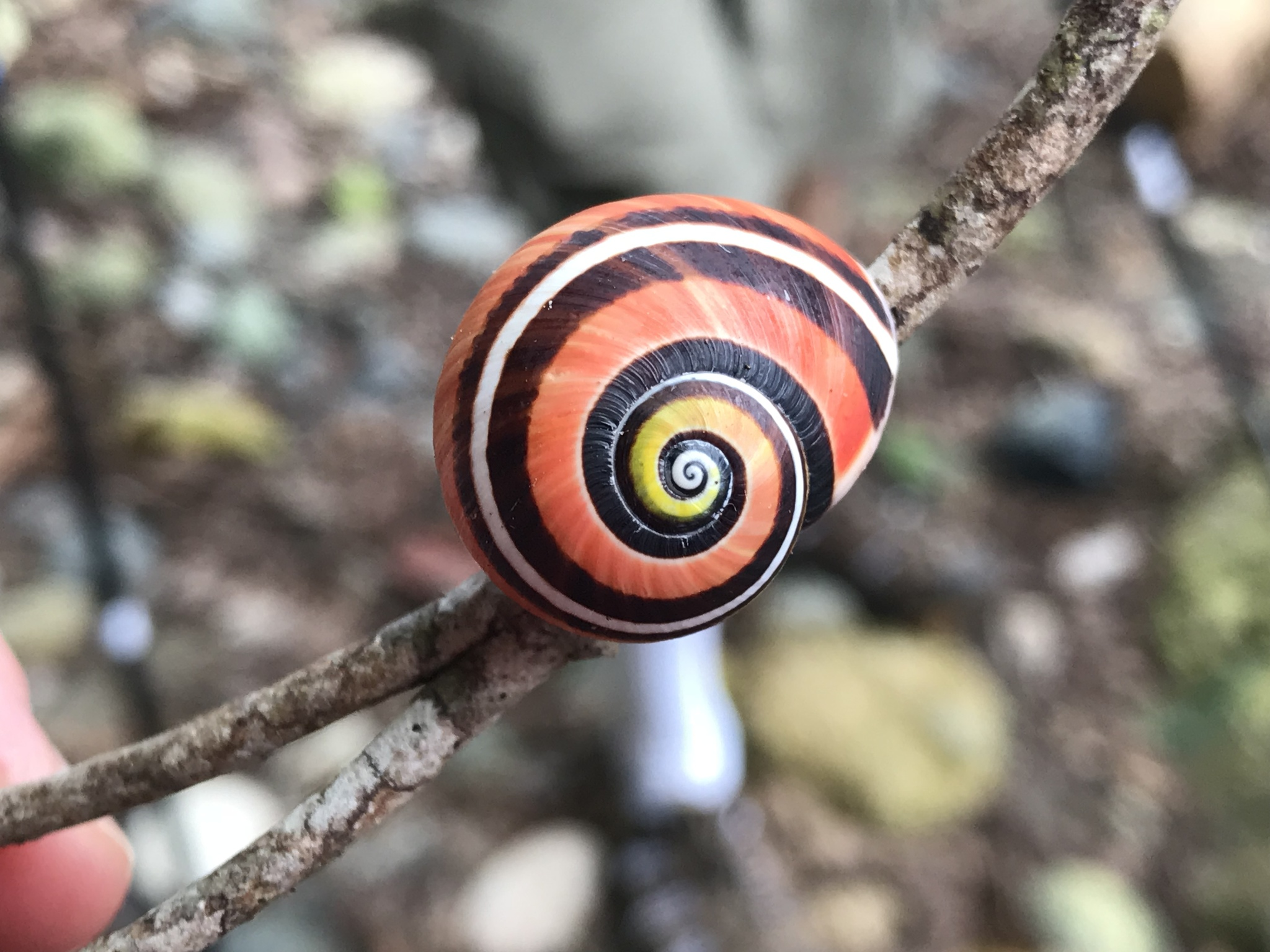

## Образ жизни
Улитки Polymita picta питаются в основном лишайниками, мхом и грибковыми биопленками, присутствующими на коре и листьях. Жизненный цикл длится около 15 месяцев, причем период размножения приходится на сезон дождей (сентябрь — октябрь). В засушливый сезон (декабрь — начало мая) улитки переходят в состояние покоя.

## Размножение
Как и большинство наземных улиток, дышащих воздухом, Polymita picta являются гермафродитами, у них имеются женские и мужские репродуктивные органы, но они не способны к самооплодотворению. Более того, как и другие брюхоногие моллюски надсемейства Helicoidea, этот вид использует любовные стрелы как часть своего брачного поведения. Спаривание можно разделить на три этапа: ухаживание, совокупление и посткопуляция. Это выглядит как замахивание, бег и пронзание любовными стрелами. Во время ухаживания эти улитки пронзают партнера известковой иглой.

## Классификация
Некоторые исследователи выделяют до 5 подвидов и 16 вариететов и форм вида Polymita picta:
- Polymita picta picta
  - Polymita picta picta
  - Polymita picta picta var. muscata
  - Polymita picta picta var. multifasciata
  - Polymita picta picta var. dimidiata
  - Polymita picta picta var. obscurata
- Polymita picta iolimbata
  - Polymita picta iolimbata
  - Polymita picta iolimbata var. iofasciata
  - Polymita picta iolimbata var. iosaturata
  - Polymita picta iolimbata var. iodimidiata
- Polymita picta fuscolimbata
  - Polymita picta fuscolimbata
  - Polymita picta fuscolimbata var. elevata
  - Polymita picta fuscolimbata var. fuscofasciata
  - Polymita picta fuscolimbata var. pseudo-nigrolimbata
  - Polymita picta fuscolimbata var. pseudo-muscata
  - Polymita picta fuscolimbata var. pseudo-roseolimbata
- Polymita picta nigrolimbata
  - Polymita picta nigrolimbata
  - Polymita picta nigrolimbata var. fulminata
  - Polymita picta nigrolimbata var. nigrofasciata
- Polymita picta roseolimbata
  - Polymita picta roseolimbata
  - Polymita picta roseolimbata forma minor
  - Polymita picta roseolimbata var. virgata
  - Polymita picta roseolimbata var. albolimbata

|  |  |  |  |  |  |  |  |  |

|  |  |  |  |  |  |  |  |  |

|  |  |  |  |  |  |  |  |  |

|  |  |  |  |  |  |  |  |  |